# Гимений

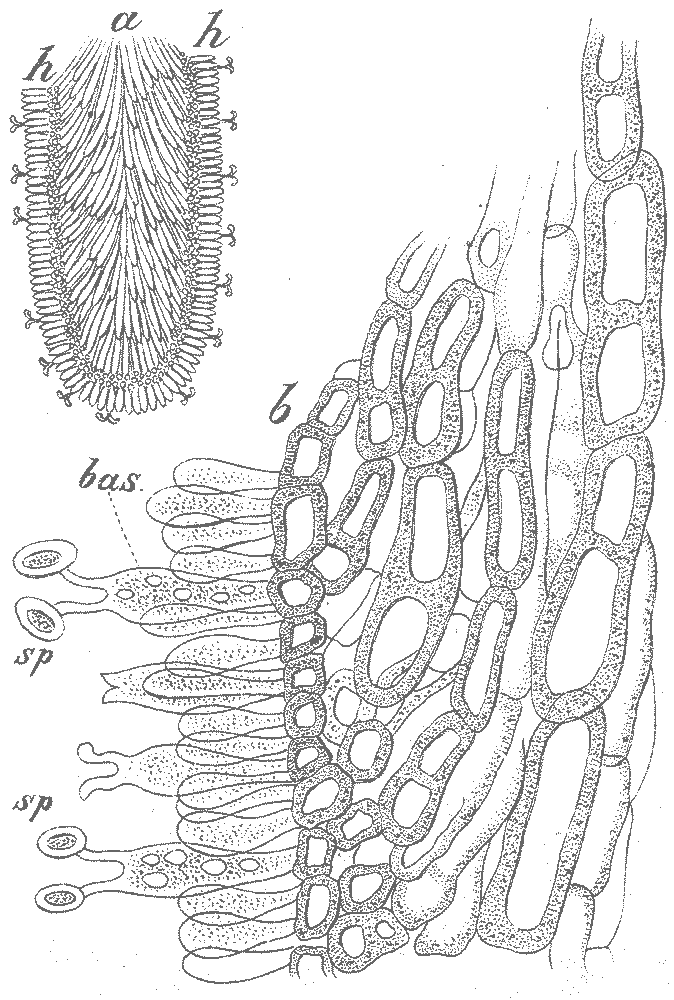
Поперечный срез пластинки шампиньона двуспорового, рисунок XIX в.
h — гимениальный слой
bas — базидии
sp — споры

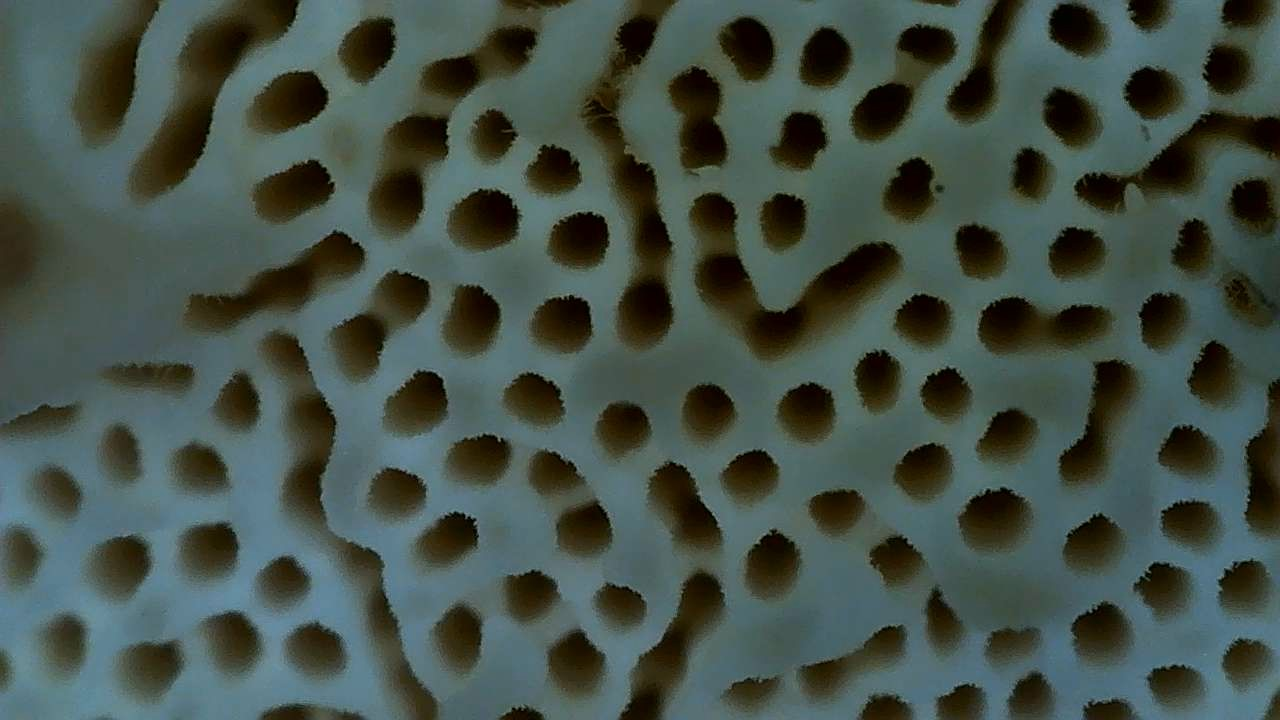
Пример трубчатого гимения трутовика

Гиме́ний, или гимениа́льный слой (лат. hymenium от др.-греч. ὑμένιον «тонкая оболочка, пленочка») — микроскопически тонкий слой плодового тела базидиальных и сумчатых грибов, содержащий спороносящие (фертильные) элементы — базидии или аски. Гимений выстилает наружную спороносящую поверхность открытых плодовых тел (у гименомицетов, большинства дискомицетов) или внутренние полости плодовых тел замкнутого и полузамкнутого строения (гастеромицеты, у аскомицетов — клейстотеции, перитеции, видоизменённые подземные апотеции). Кроме базидий или асков, в гимении часто имеются стерильные окончания гиф или тканевые (плектенхимные) стерильные элементы. Первоначально стерильные элементы назывались парафизами, в современной микологии разработаны классификации этих элементов и термин парафизы сохранён только для одного типа стерильных гиф гимения аскомицетов. 
Некоторые источники термин гимений относят только к базидиомицетам, а спороносящий слой аскомицетов называют тецием (см. ниже).
В современной микологии разработана классификация типов гимения по морфологическим признакам и особенностям развития, стерильные элементы также классифицируются в зависимости от их происхождения и по морфологическим признакам. Признаки гимения и его стерильных элементов имеют важное значение для систематики грибов.

## Исторические сведения

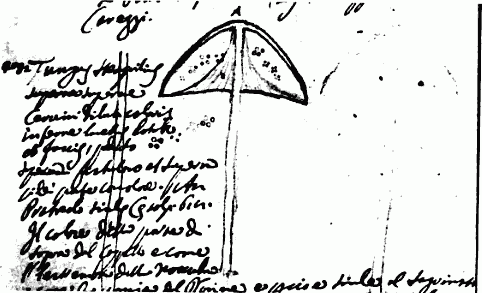
П. А. Микели. Схематический рисунок, показывающий расположение спор по четыре на пластинках гриба-навозника

Впервые микроскопические структуры гимения наблюдал итальянский натуралист П. А. Микели, опубликовавший результаты своих исследований в 1729 году в книге «Nova plantarum genera…» («Новые роды растений…»). Микели известен своим открытием «семян» (спор) грибов, кроме того, он описал расположение спор на пластинках шляпочных грибов группами по четыре, а у трюфелей — внутри «пузырьков» (асков), также он отметил на пластинках некие образования, которые принял за «цветы без тычинок и венчика», вероятно, это были цистиды или развивающиеся базидии. После Микели длительное время не проводились аналогичные исследования. В 1788 году И. Хедвиг описал и зарисовал структуры гимения дискомицетов, которые он назвал теками (лат. theca от др.-греч. θήκη — «вместилище») и парафизами. Позднее термин тека был заменён на аск, предложенный Неесом фон Эзенбеком. В 1794 году Х. Персон ввёл термин гимений. Грибы, у которых имеется гимений на поверхности плодового тела, Персон выделил в отдельный порядок своей системы — Hymenothecii, в который вошли группы, позже получившие названия дискомицеты и гименомицеты. Персон также отмечал расположение спор на гимении по четыре, а в 1809 году Г. Ф. Линк впервые предположил, что в каждой теке формируется 4 споры (различия между асками и базидиями не были ещё известны). В 1810-х — 1830-х годах многие исследователи изучали гимений шляпочных грибов и дискомицетов, в этот период были выполнены достаточно подробные рисунки гимениальных структур — спор в асках (Р. К. Гревилл в 1823—1828 годах в работе «Scottish cryptogamic flora»), односпоровых и четырёхспоровых базидий (К. Виттадини в 1831 году в «Monographia tuberacearum»). Качественные рисунки микроструктур грибов, в том числе гимениальных, выполнил А. Корда, они содержатся в его шеститомнике «Icones fungorum hucusque cognitorum», изданном в 1837—1859 годах. В 1836—1838 годах независимо друг от друга не менее шести исследователей указали на различия между теками у разных видов грибов. Первую заметку об экзогенном образовании спор опубликовал в 1836 году Ф. М. Ашерсон в Берлине, а в 1837 году появилась работа Ж.-А. Левейе «Recherches sur le hymenium des champignons» — первая публикация, специально посвящённая микроскопическим структурам гимения. В этой работе были введены в науку термины базидия и цистида, для органов эндогенного спороношения Левейе оставил название тека. В 1846 году Левейе опубликовал совершенно новую систему грибов, которая основывалась на различиях строения микроскопических спороносящих органов, в том числе гимениальных. Эта система включала разделы Basidiosporees и Thecasporees, соответствующие современным отделам базидио- и аскомицетов.
Вплоть до последних десятилетий XX века терминология, описывающая микроструктуры гимения, не была достаточно удовлетворительной. Термин парафиза, введённый ещё в XVIII веке и первоначально обозначавший все стерильные элементы, продолжал употребляться как для аскомицетов, так и для базидиомицетов, несмотря на значительные различия в их цитологии. У базидиомицетов исследователи различали цистиды — вздутые клетки, часто толстостенные, выступающие над палисадным слоем базидий, и парафизы — нитевидные структуры. Термины, описывающие различные типы стерильных элементов, разрабатывались независимо разными группами учёных, в результате в них были внесены противоречия и неоднозначности. Особенно это коснулось групп агарикоидных и афиллофоровых грибов, в которых для обозначения аналогичных структур применялись разные наименования. Примерно с середины XX века начала разрабатываться обобщённая терминология для базидиомицетов, наибольший вклад в которую внесли М. А. Донк (в 1964 году), Р. Зингер (в 1986 году) и Х. Клеменсон (в 1997 году). В 1981 году Эрикссоном разработана терминология и классификация стерильных элементов спороносных слоёв аскомицетов. Все стерильные элементы в классификации Эрикссона получили общее наименование хаматеций, а термин парафизы обозначает в ней только один из типов этих элементов.

## Гимений аскомицетов

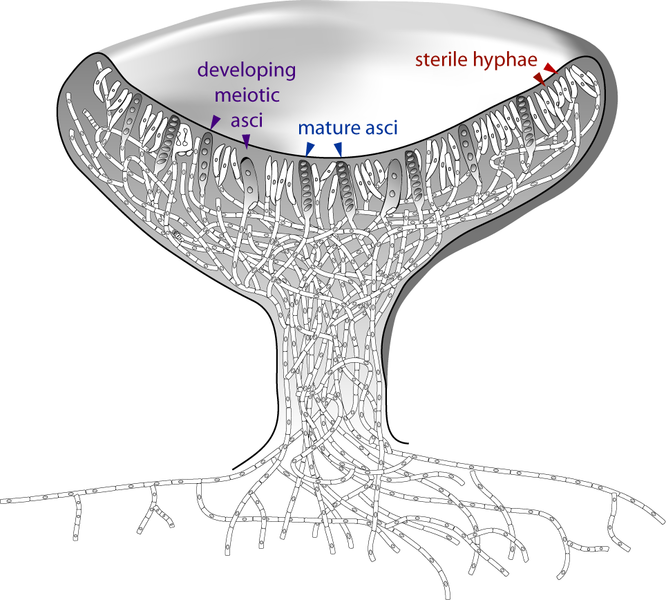
Схема апотеция. Показан гимений с асками и парафизами.
Sterile hyphae — стерильные гифы (парафизы);
developing meiotic asci — развивающиеся аски;
mature asci — зрелые (8-споровые) аски

Наличие настоящего гимения характерно для аскомицетов с аскогимениальным типом развития плодового тела (аскомы). Аскогенные гифы (дикариотические) у таких грибов формируют зачаток — примордий, который обрастается слоем соматических (гаплоидных) гиф — перидием. Затем примордий преобразуется в структурный элемент аскомы, называемый тецием (лат. thecium), или центром. Теций дифференцируется на гимений содержащий аски и находящийся под ним слой аскогенных гиф — субгимений. При другом типе развития аскомы — асколокулярном — аскогенные гифы прорастают в полости (локулы), заранее образованные в соматической ткани (строме, аскостроме). Такие аскомы считаются ложными плодовыми телами, из которых наиболее распространены псевдотеции, внешне схожие с перитециями.

### Стерильные элементы гимения аскомы
Совокупность стерильных элементов, прорастающих в гимений или заполняющих полость замкнутой (полузамкнутой) аскомы имеет название хаматеций (лат. hamathecium). Таким образом, гимений аскомицетов чаще всего состоит из асков и элементов хаматеция, хаматеций полностью отсутствует только у немногих видов, например, относящихся к роду Dothidea. Хаматеций может состоять из гифальных и плектенхимных (тканевых) элементов. Элементы хаматеция, растущие между асками, называют интераскальными, а развивающиеся в локулах до прорастания аскогенных гиф — преаскальными. Ниже описаны элементы хаматеция, которые могут входить в гимениальный слой.
- Парафизами (ед. ч. парафиза, ж.р.; лат. paraphysis от др.-греч. παράφυσις — «разрастание») называют нитчатые гифы аскогимениальных грибов, которые прорастают из субгимения (основания теция) в гимений, они располагаются между асками и свободно оканчиваются[18][2]. Они обычно неразветвлённые и не анастомозируют, реже бывают раздвоенные или слабо разветвлённые, септированные или простые, их концы могут быть прямыми, загнутыми или с небольшими вздутиями. Длина парафиз чаще всего равна длине сумок или немного больше. У дискомицетов парафизы вначале формируют гимениальный слой, затем между ними появляются аски. Функция парафиз — удерживать аски в плотной матрице гимения[19], также они предохраняют аски от взаимного давления и от внешних воздействий[20]. Наличие парафиз характерно для аскогимениальных грибов, у асколокулярных они встречаются очень редко. Они относятся к интераскальным элементам хаматеция[2]. Парафизы, окончания которых возвышаются над слоем асков, формируют дополнительный слой плодового тела — эпигимений. Если концы парафиз срастаются, образуется защищающая гимений ткань — эпитеций[21]. После созревания спор эпитеций разрушается[22].
- Псевдопарафизы, или катафизы (от др.-греч. κατα- — приставка, обозначающая движение вниз), клеточные парафизы это также свободные интераскальные гифы, они растут в верхней части замкнутой аскомы и спускаются к гимению вертикально вниз. Они отличаются от парафиз сильной разветвлённостью, наличием анастомозов, обычно бо́льшей толщиной; часто они регулярно септированы. Дорастая до субгимения, могут становиться свободными сверху, как парафизы. Характерны для некоторых асколокулярных грибов, например, Stegasphaeria, Pleospora[14][23].
- Интераскальная псевдопаренхима образуется у некоторых асколокулярных грибов (Botryosphaeria, Wettsteinina[14]) между развивающимися сумками и представляет собой неизменённую или слегка сжатую ткань стромы. Эта ткань состоит из агглютинированных гиф, её клетки почти изодиаметричны, поэтому она похожа на паренхиму[23].
- Парафизоиды, или тинофизы, или трабекулярные[24] псевдопарафизы являются интераскальными или преаскальными плектенхимными элементами. Это растянутые, очень тонкие выросты стерильной ткани с многочисленными поперечными анастомозами и редкими септами. Наличие парафизоидов характерно, например, для родов Melanomma[14], Patellaria. У последнего рода верхушка зрелого плодового тела разрушается и спороносная поверхность с парафизоидами становится похожей на гимений открытых плодовых тел[23].

У базидиомицетов парафизами, псевдопарафизами, парафизоидами ранее называли свободные окончания стерильных гиф гимения, иначе называемые гифидами.

## Гимений базидиомицетов
У некоторых типов плодовых тел (базидиом) примитивного строения гимений образуется непосредственно на поверхности недифференцированного мицелия. Но обычно несущая гимений часть гриба (гименофор) формирует один или несколько слоёв специализированных гиф, выполняющих функции поддержки, питания базидий и другие. К таким слоям относят траму, которая образует макроскопическую структуру гименофора; окончания генеративных гиф непосредственно под слоем базидий образуют субгимений. Между субгимением и трамой может находиться дополнительный тонкий слой стерильных гиф — гименоподий. Термин гименоподий может также употребляться вместо субгимений или гипотеций (слой, находящийся ниже теция у аскомицетов).

### Типы гимения базидиомицетов
Гимений почти всегда представляет собой палисадный слой, состоящий из зрелых базидий и их предшественников — базидиол, а в случае гетеробазидий — также пробазидий и метабазидий, которые перед образованием спор (то есть, перед их превращением в базидию) могут иметь короткий период покоя. В зависимости же от расположения генеративных гиф и способа образования базидиолами палисадного слоя различают несколько типов гимения.
- Стелогимений (от др.-греч. στήλη — столб, свая) образован неразветвлёнными гифами, несущими на концах одиночные базидии; базидиолы развиваются на поверхности гимения[28] или по отдельности прорастают на его поверхность, и таким образом происходит формирование палисадного слоя[29].
- Катагимений (от др.-греч. κατα-  — здесь: «скрытый»), или «гифидиальный гимений» характеризуется наличием плотного слоя стерильных элементов — дендрогифид, через который прорастают базидии, обычно формирующиеся в субгимении одиночно или в небольших кластерах на слабо разветвлённых гифах[28]. Из-за наличия дендрогифид базидии в катагимении не образуют палисадного слоя[29].
- Эугимений (от др.-греч. εὖ — полностью, вполне) образован дихотомически ветвящимися гифами, каждая из которых образует кластер базидий. Такие веточки гиф с кластерами базидий называют канделябрами (англ. basidial candelabra). Эугимений разделяют на три подтипа. 
  - Тилайогимений (от др.-греч. τίλαι пушинки, пылинки, соринки) характерен для некоторых грибов с распростёртыми по субстрату базидиомами (Botryobasidium, Ceratobasidium)[28]. Плодовые тела этих грибов фактически состоят только из одного гимения; подстилающие его гифы отсутствуют. Тилайогимений часто прерывистый, в нём нет плотного слоя базидий; канделябры расположены рыхло[29].
  - Лептогимений (от др.-греч. λεπτός — тонкий) образован плотными кластерами базидий, в которых все базидии расположены на одном уровне и образуют пелликулярный (плёночный) слой[28]. Гимений такого типа называют также статическим (англ. static), или не растущим (англ. non-thickening)[30]. Старые базидии с уже отделившимися спорами замещаются в лептогимении на новые, которые прорастают и раздвигают уже существующий палисадный слой.
  - Ауксогимений (от др.-греч. αὔξω — выращиваю, англ. thickening euhymenium)[30] характеризуется плотным, часто желатинизированным палисадным слоем базидий, в который новые базидии уже не вклиниваются. Вместо этого, после окончания спороношения одного слоя, через этот слой прорастают ветви канделябров и формируют новый палисадный слой[28]. У многолетних плодовых тел ауксогимений нарастает каждый вегетационный период[31].

### Стерильные элементы гимения базидиомы
У многих видов базидиомицетов стерильные элементы в гимении отсутствуют, и гимениальный слой составлен только базидиями различной степени зрелости. Для других видов характерно значительное разнообразие морфологических форм стерильных элементов. В систематике состав и строение стерильных элементов значимы для диагностики родов и видов.
Стерильные элементы разделяют на три большие группы — цистиды, псевдоцистиды и гифиды. (Цистиды или цистидоподобные элементы встречаются не только в гимении, но также в других частях плодового тела).

#### Цистиды

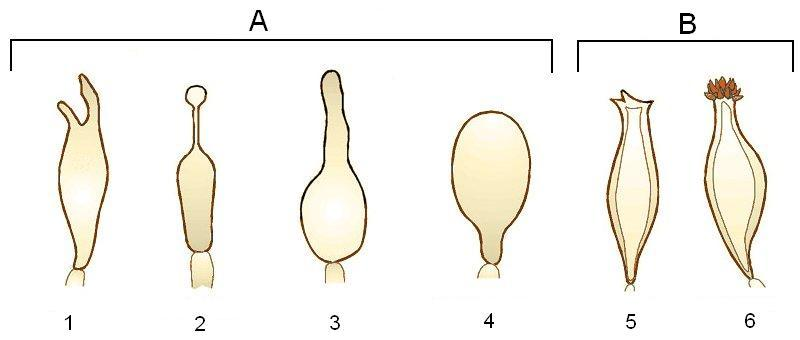
Некоторые разновидности цистид: A — тонкостенные, B — толстостенные; 1 — с раздвоенной верхушкой, 2 — с апикальным придатком и шаровидной головкой, так наз. тибииформная, 3 — ланцетовидная, 4 — грушевидная, 5 — лампроцистида, 6 — метулоид с отложениями кристаллов на верхушке

Гимениальные цистиды (лат. cystidia, ед.ч. cystidium; от др.-греч. κύστις — «пузырь») — это вздутые терминальные клетки гиф, расположенные параллельно базидиям. Их классифицируют по морфологическим признакам и положению на гименофоре; у разных авторов классификация цистид может различаться. Морфологически эти клетки различаются по размерам, форме, толщине клеточной стенки, наличию маслянистого или окрашенного содержимого, отложениями кристаллов или пигментов на поверхности (инкрустациями) — в определённых частях или по всей поверхности. Для многих таксономических групп грибов характерно наличие цистид определённой морфологии; такие грибы легко распознать при микроскопировании. Функции цистид недостаточно хорошо выяснены. Считается, что некоторые из них накапливают продукты метаболизма и служат своеобразными органами выделения, другие выполняют опорную или защитную роль для гимения. 
В зависимости от положения на гименофоре различают хейлоцистиды, находящиеся на кромке пластинок или трубчатого гименофора и плевроцистиды, расположенные на боковых сторонах пластинок.

#### Псевдоцистиды
Псевдоцистиды (от др.-греч. ψεῦδος — «ложь») — окончания специализированных или неспециализированных гиф, внешне сходные с цистидами и расположенные в гимении также параллельно базидиям. Они менее разнообразны по форме, чем цистиды. В зависимости от типа гиф, от которых происходят псевдоцистиды, их разделяют на три класса.
- Гетероцистиды (от др.-греч. ἕτερος — «иной», «различный») образуются гетероплероидными гифами — глеоплероидными или млечниками (лактифероидными), которые содержат вязкую (глеоплероидные) или подвижную (млечники) белково-жировую эмульсию (дейтероплазму). Характерны для грибов рода Мицена (Mycena).
- Скелетоцистиды (от др.-греч. σκελετός — «высушенный») — производные скелетных гиф с утолщёнными стенками. Могут встречаться у грибов со скелетодимитической или тримитической гифальной системой, например, у представителей рода Stereum.
- Септоцистиды (от септа) происходят от неспециализированных стерильных гиф с тонкими стенками, эти элементы имеют многочисленные септы с пряжками. Пример грибов, характеризующихся наличием септоцистид — род Hyphoderma. Отдельные клетки септоцистид могут иметь шаровидную форму, в таком случае эти элементы называют монилиформными септоцистидами (от лат. monile — «ожерелье»)[34].

#### Гифиды
Гифиды (лат. hyphidia, ед. ч. hyphidium) — интенсивно разветвлённые окончания специализированных гиф, заполняющие пространство между базидиями. Для них также применялись термины парафизы, псевдопарафизы, парафизоиды, дикариопарафизы и псевдофизы; в современной терминологии часть из них отнесена к элементам хаматеция аскомицетов. Гифиды выполняют функцию защиты незрелых базидий. Их классифицируют в зависимости от формы.
- Гаплогифиды (др.-греч. ἁπλόος — «простой») — немодифицированные, неразветвлённые или слабо разветвлённые.
- Акантогифиды, или акантофизы (от др.-греч. ἄκανθα — «шип») имеют окончания цилиндрической формы, покрытые длинными пальцевидными выростами, их форма напоминает акантоцистиды.
- Дендрогифиды, или дендрофизы (от др.-греч. δένδρον — «дерево») характеризуются интенсивным, но нерегулярным древоподобным ветвлением.
- У дихогифид, или дихофиз (от др.-греч. δῐχῆ — «надвое») ветвление, напротив, регулярное, дихотомическое.
- Диховолокна — тонкие гифы, дихотомически ветвящиеся по всей длине и образующие в гимении решётчатую структуру. К гифидам иногда относят астеросеты — разветвлённые стерильные элементы, которые чаще считаются цистидами (разновидностью щетинок)[34][35].